# Avram Iancu (Bihor)
Avram Iancu (Hongaars: Keményfok) is een dorp en een gemeente in het district Bihor in Roemenië.
De gemeente bestaat naast de hoofdkern Avram Iancu uit de dorpen Ant en Tămașda (Hongaars: Tamáshida).
Het dorpje Ant ligt tegen de grens met Hongarije en de meerderheid van de bevolking is Hongaarstalig. Er is echter geen grensovergang.